# Katsuogi
Katsuogi (鰹木, 堅魚木, 勝男木, 葛緒木?) o Kasoegi (斗木?) son troncos cortos y decorativos que se encuentran principalmente en la arquitectura de santuarios sintoístas y palacios imperiales japoneses. Los troncos preparados se colocan transversalmente a intervalos a lo largo de la cresta de la parte superior de los tejados.

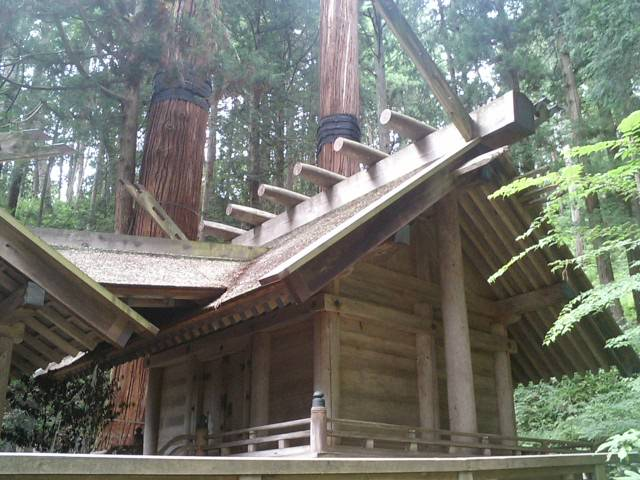
Katsuogi con chigi en el Nishina Shinmei-gū.

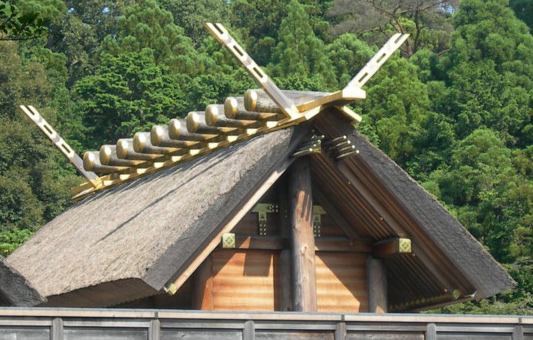
Katsuogi colocados a lo largo del tejado en el Santuario de Ise.

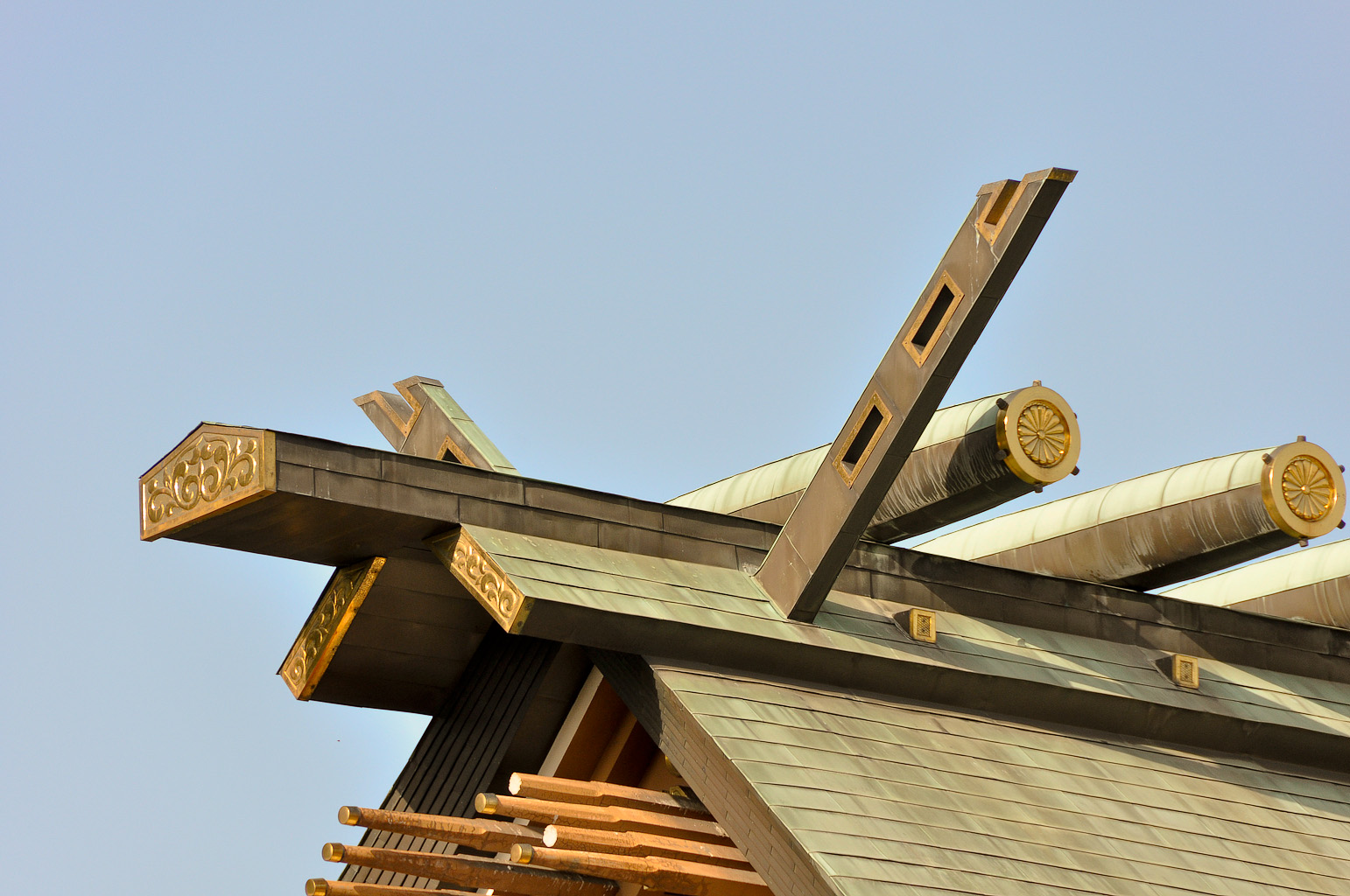
Tejado de un santuario sintoísta con Chigi y Katsuogi decorados con el Emblema imperial de Japón en su base.

Los katsuogi son anteriores a la influencia budista y son un elemento arquitectónico exclusivo de Japón. Suelen colocarse en los tejados junto con los chigi, otra ornamentación ahorquillada utilizada en los santuarios sintoístas. Estas características reflejan la fuerte diferenciación con la arquitectura budista del Salón Dorado (kondō) que fue introducida desde China. Actualmente, los katsuogi y chigi se usan exclusivamente en edificios sintoístas por lo que pueden usarse como elementos diferenciadores sobre otras estructuras religiosas, como los templos budistas de Japón.

## Orígenes
El propósito original de los katsuogi es incierto. Una teoría es que los troncos de madera se usaron inicialmente para anclar con su peso el techo de paja de las primitivas estructuras japonesas. A medida que mejoraron las técnicas de construcción, esta necesidad desapareció y los troncos se mantuvieron solo por su valor ornamental. Su existencia durante el período Jōmon (250–538) está, en cualquier caso, bien documentada por numerosos restos.
Al igual que el chigi, el katsuogi estaba inicialmente reservado solo para la nobleza más importante. Se describió por primera vez en el Kojiki, un texto japonés del siglo VII, donde parecía ser algo accesible solo para el emperador japonés. El emperador Yūryaku (418–479) ve la casa de un funcionario llena de katsuogi en el tejado. Enfurecido, opina que el citado funcionario es un bribón y un sinvergüenza por haber construido su casa a imitación del palacio imperial.

## Diseño
El katsuogi suele ser un tronco preparado, corto y redondeado. Aunque la mayoría son redondeados, ocasionalmente se han usado formas cuadradas o de diamante. Algunos están tallados con extremos cónicos. Los katsuogi más adornados están cubiertos de oro o bronce, y decorados con el motivo o símbolo del clan. 
El número de katsuogi utilizados en un tejado determinado varía, pero en general siempre hay al menos uno en cada extremo. Los edificios más primitivos tendían a emplear más katsuogi. Los katsuogi siempre se usan en edificios construidos en los estilos shinmei-zukuri, kasuga-zukuri, sumiyoshi-zukuri y taisha-zukuri. Casi siempre están emparejados con los chigi.